# Valencia (roman)
Valencia est un roman autobiographique de Michelle Tea centré sur la scène queer des années 90 à San Francisco. Il est lauréat du Lambda Literary Award . Il raconte les aventures de Michelle, jeune poétesse punk en quête de sensations nouvelles, ses amours tourmentées, ses amitiés entrelacées, ses soirées underground et ses drames quotidiens.
Il est publié en 2024 en français par les éditions Hystériques & AssociéEs dans une traduction de Jeanne Gissinger.

## Adaptation cinématographique
En 2011, Valencia a été adapté en film d'art et essai. Vingt-et-un réalisateur lesbiens et queer différents ont été engagés pour filmer chacun des vingt-et-un chapitres du livre au sein d'une série de courts métrages. Ont notamment participé au projet : Cheryl Dunye, Courtney Trouble, le cinéaste trans Amos Mac et la documentariste Hilary Goldberg. Le film a été présenté en première au Frameline Film Festival en mai 2013. 